# Dan Reeder
Dan Reeder (* 15. August 1954 in Lafayette, Louisiana, USA) ist ein Nürnberger Maler und Musiker.

## Leben
Nach Abschluss der Schule arbeitete Reeder zunächst als Metzger, bevor er von 1980 bis 1985 Bildende Kunst am Chapman College und der California State University studierte. Seit Ende der 80er Jahre lebt Reeder mit seiner Familie in Nürnberg. Er ist mit seinen Werken u. a. in der Sammlung des Neuen Museums für Kunst und Design Nürnberg vertreten.
Als Musiker hat Reeder bislang drei CDs beim Label OhBoy des US-Countrymusikers John Prine veröffentlicht. Die Alben spielte er in Eigenproduktion in seinem Nürnberger Atelier ein. Alle benutzten Instrumente sind selbst gebaut und die Lieder selbst geschrieben. Gemeinsam mit Prine tritt er regelmäßig in Nordamerika und Europa auf.
Reeder war der erste Musiker, der beim Rolling Stone Magazine einen Artikel bekam, ohne einen Plattenvertrag zu besitzen.
2006 eröffnete Reeder das Nürnberger Bardentreffen mit einem Konzert auf dem Klarissenplatz. 2010 wurde ihm der Förderpreis der Stadt Nürnberg verliehen.

## Diskografie
- This New Century 2010
- Sweetheart 2006
- Dan Reeder 2004

## Ausstellungen (Auswahl)
- kunst galerie fürth, Fürth 2009
- KUNSTHAUS, Nürnberg 2008
- Bernsteinzimmer, Nürnberg 2008
- 9. Triennale Kleinplastik, Fellbach 2004